# Joe Girard
Joe Girard (* 1. November 1928 in Detroit; † 28. Februar 2019 in Grosse Pointe, Michigan) war ein US-amerikanischer Verkäufer und Autor. Er war laut dem Guinness-Buch der Rekorde der beste Autoverkäufer der Welt. In zwölf aufeinanderfolgenden Jahren verkaufte Girard mehr Neuwagen als jeder andere Autoverkäufer, im Durchschnitt sechs jeden Tag. Kein anderer Autoverkäufer war jemals länger als ein Jahr der erfolgreichste Autoverkäufer.

## Leben
Girard war der Sohn eines armen Einwanderers aus Sizilien. Im Alter von neun Jahren begann Girard als Schuhputzer zu arbeiten. In seiner Jugend arbeitete er unter anderem als Zeitungsbote, Geschirrspüler, Hafenarbeiter und Hotelpage. Mit 16 Jahren erlangte Girard eine Festanstellung als Monteur bei der Michigan Stove Company. Als Achtzehnjähriger ging er zur US Army, verletzte sich jedoch nach wenigen Monaten und wurde entlassen. Danach war er im Baugewerbe tätig, gab jedoch hochverschuldet auf. Schließlich bekam er eine Anstellung bei einem Chevrolet-Autohaus, wo er in den nächsten Jahren sehr erfolgreich Autos verkaufte. In 15 Jahren verkaufte er 13.001 Neuwagen. 1978 ging er in den Ruhestand. Seine Erfahrungen verarbeitete er in mehreren Bestsellern und als Motivationstrainer. Unter anderem verschickte er jeden Monat Tausende von Grußkarten an seine Kunden. 2001 wurde er in die Automotive Hall of Fame aufgenommen.
Im Einzelnen hat Girard folgende Rekorde aufgestellt:
- Meiste Neuwagenverkäufe an einem Tag (18)
- Meiste Neuwagenverkäufe in einem Monat (174)
- Meiste Neuwagenverkäufe in einem Jahr (1.425)
- Meiste Neuwagenverkäufe in einer 15-jährigen Karriere (13.001)

## Bücher
- How To Sell Anything To Anybody. Simon & Schuster, 1977. ISBN 0-671-22651-7.
- How To Sell Yourself. Simon & Schuster, 1980. ISBN 0-671-25038-8.
- How To Close Every Sale. Piatkus Books, 1990. ISBN 0-7499-1006-2.
- Mastering Your Way to the Top. Random House, 1996. ISBN 0-517-17284-4.